# Julien Guillaume Regnoust-Duchesnay
Pour les articles homonymes, voir Duchesnay.
Julien Guillaume Regnoust-Duchesnay est un homme politique français né le 16 novembre 1770 à Mamers (Sarthe) et décédé le 29 mars 1827 à Paris.

## Biographie
Conseiller général, maire de Mamers, il est député de la Sarthe de 1815 à 1816 et de 1822 à 1827, siégeant dans la majorité soutenant les ministères de la Restauration.

## Sources
- « Julien Guillaume Regnoust-Duchesnay », dans Adolphe Robert et Gaston Cougny, Dictionnaire des parlementaires français, Edgar Bourloton, 1889-1891 [détail de l’édition]